# زهرا قندور
| بغداد، عراق             | زاده     |
| عراقی                   | ملیت     |
| بازیگر و کارگردان سینما | شغل(های) |

زهرا قندور بازیگر و کارگردانی عراقی است.
قندور،از پدری عراقی-لبنانی و مادری عراقی در بغداد به دنیا آمد و بزرگ شد. او در سال ۲۰۰۴ عراق را ترک کرد و مدتی در سوریه زندگی کرد، سپس به بیروت، لبنان رفت. پس از چند سال، به عراق بازگشت. زندگی در این سه کشور به او امکان داد تا به چندین گویش عربی، از جمله عراقی، لبنانی، سوری و فلسطینی تسلط پیدا کند. او همچنین به زبان انگلیسی مسلط است.

## شروع حرفه
قندور کار خود را در رسانه‌ها از ۱۷ سالگی آغاز کرد. در ۲۲ سالگی، برنامه تلویزیونی خود با عنوان «۵۲ دقیقه» را داشت؛ یک برنامه مستند هفتگی که بر مسائل اجتماعی در عراق متمرکز بود. 
او ابتدا به عنوان نویسنده و مجری فعالیت می‌کرد و از فصل دوم، کارگردانی برنامه را نیز بر عهده گرفت. او در رسانه‌های مختلف آنلاین، رادیو و تلویزیون کار کرده و برنامه بلندمدت فناوری «Dot.IQ» را در تلویزیون سومریا ارائه داده است.

## بازیگری
قندور در کنار فعالیت‌های فیلم سازی، حرفه بازیگری را نیز آغاز کرد و به سرعت به یکی از چهره‌های برجسته صنعت فیلم نوپا اما پویای عراق تبدیل شد. او در نقش‌هایی به دو زبان عربی و انگلیسی ظاهر شده است. 
آشنایی تصادفی او با محمد الدراجی، فیلمساز باسابقه عراقی، باعث شد تا نقش اصلی فیلم تحسین‌شده «سفر» را به دست آورد. این فیلم در سال ۲۰۱۷ در جشنواره بین‌المللی فیلم تورنتو (TIFF) اکران شد و نماینده عراق برای نامزدی در بخش فیلم خارجی جوایز اسکار ۲۰۱۹ بود. بازی او در نقش سارا، یک بمب‌گذار انتحاری زن، توجه زیادی را به خود جلب کرد و تحسین گسترده منتقدان را برانگیخت. این فیلم با عنوان «ایستگاه بغداد» در ۲۰ فوریه ۲۰۱۹ در فرانسه اکران شد.
او همچنین توسط سمیر، فیلمساز سوئیسی-عراقی، برای نقش اصلی زن در فیلم «بغداد در سایه من» دعوت شد که قرار بود در سال ۲۰۱۹ اکران شود. 
علاوه بر این، او در پروژه‌های تلویزیونی مانند سریال «قلب بغداد» از کانال ۴ نیز بازی کرده است.

## جوایز
- برنده جایزه بهترین بازیگر زن در جشنواره بین المللی فیلم مسقط 2018. [۸]
- نامزد جایزه بهترین بازیگر زن از مرکز فیلم عرب 2018. [۹]
- برنده جایزه بهترین بازیگر زن از چهارمین جشنواره سالانه فیلم آسیایی (ایالات متحده آمریکا) [۱۰]
- او برنده جایزه بهترین بازیگر زن در جشنواره مالمو عرب فیم 2018 [۱۱]
- او برنده جایزه بهترین بازیگر زن در جشنواره سینمای عرب 2018 که توسط موسسه جهان عرب مستقر در پاریس (IMA) برگزار شد [۱۲]

## فیلم شناسی
| سال  | عنوان            | نقش   | یادداشت ها                                   |
| ---- | ---------------- | ----- | -------------------------------------------- |
| 2017 | سفر              | سارا  | یک فیلم درام عراقی به کارگردانی محمد الدراجی |
| 2019 | بغداد در سایه من | امل   | توسط کارگردان سوئیسی " سمیر "                |
| 2023 | بغداد مسی        | سالوا | به کارگردانی سهیم عمر کلیفه                  |

## لینک های خارجی
- Zahraa Ghandour در بانک اطلاعات اینترنتی فیلم‌ها (IMDb)